# 에디 브랙큰

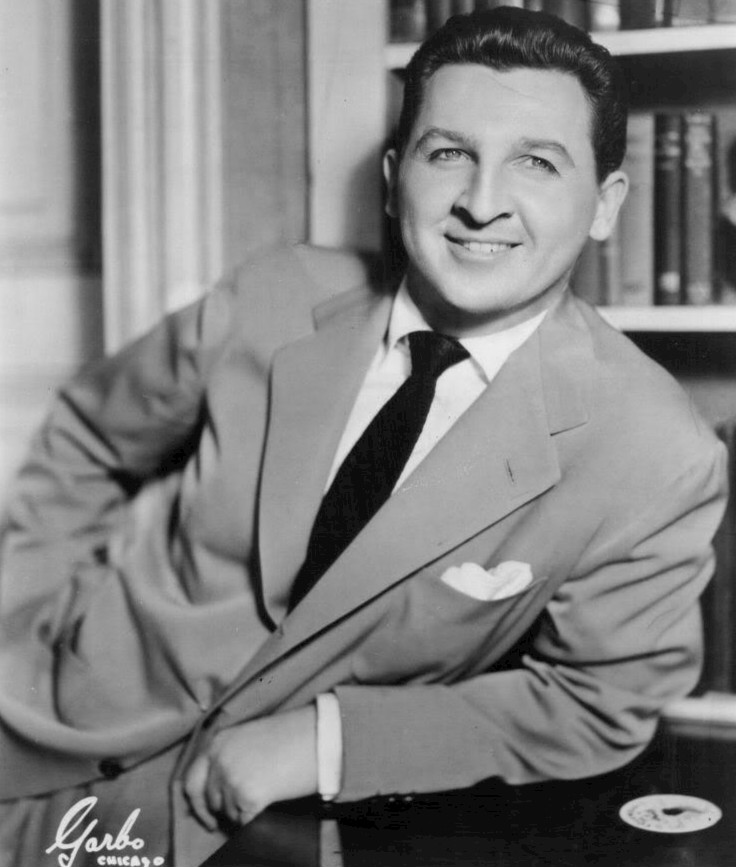

에디 브래컨(Eddie Bracken, 1915년 2월 7일 ~ 2002년 11월 14일)은 미국의 배우, 가수이다.
애스토리아에서 태어났으며 몬트클레어에서 사망하였다.

## 출연 작품
- 브레이브 리틀 토스터 투 더 레스큐 (1997년)
- 웨스트 포인트의 차별 (1994년)
- 베이비 데이 아웃 (1994년)
- 루키 (1993년)
- 나 홀로 집에 2 - 뉴욕을 헤매다 (1992년) - 미스터 E.F. 던칸 역
- 오스카 (1991년)
- 프레스턴 스터제스 (1990년) - 본인 역
- 와이즈가이 (1987년)
- 휴가 대소동 (1983년)
- 그레이트 퍼포먼스 (1972년) - 게스트 역
- 브로드웨이로 가는 두 장의 티켓 (1951년)
- 썸머 스톡 (1950년)
- 모간 크리크의 기적 (1944년)
- 정복 영웅의 환영 (1944년)
- 해피 고 럭키 (1943년)
- 스웨터 걸 (1942년)
- 스타 스팽글드 리듬 (1942년)
- 더 플릿츠 인 (1942년)
- 투 매니 걸즈 (1940년)

### 텔레비전
- 스튜디오 원 (1948년)